# レコチョク
株式会社レコチョク（RecoChoku Co., Ltd.）は、日本のIT関連企業。また、「レコチョク」は、同社が運営する有料音楽配信サイト。
社名は運営サイトの旧名の「レコード会社直営」（レコード会社直営→レコ直）に由来し、その名の通り国内主要レコード会社の共同出資による企業であったが、2023年9月より著作権管理団体のひとつNexToneが筆頭株主となった。国内最大級の音楽ダウンロードサービスと聴き放題サービスを展開。近年はBtoB領域にも事業拡大。
コミュニケーション・スローガンは『音楽は、夢を見る。』。

## 提供サービス

### 音楽ダウンロードサービス
レコチョク
シングル、アルバム、ビデオクリップの音楽ダウンロードサービスとして最大手であり、初めて着うたサービスを開始したサイトでもある。スマートフォン（Android、iPhoneで利用可能）、PC、Nintendo Switchに対応。
dミュージック powered by レコチョク
NTTドコモとの協業。
Music Store powered by レコチョク
KDDIとの協業。

### 音楽ストリーミングサービス
TOWER RECORDS MUSIC powered by レコチョク
タワーレコード、NTTドコモとの協業。定額制音楽配信サービス。
dヒッツ powered by レコチョク
NTTドコモとの協業。ラジオ型ストリーミングサービス。
OTORAKU -音・楽-
USENとの協業。店舗向けBGMサービス。
WEDDING MUSIC BOX
USENとの協業。ウェディング演出に特化したBGMサービスパッケージ。

### 映像配信サービス
AKB48グループ映像倉庫
RecTV for JOYSOUND

### 音楽体験サービス
Eggs
TOWER CLOUD
プレイパス
WIZY

### ソリューション
murket

## 沿革
- 2001年7月3日、「レーベルモバイル株式会社」（LABEL MOBILE INC.）として設立。当初の出資企業はエイベックス ネットワーク（現：エイベックス・マーケティング）、およびソニー・ミュージックエンタテインメント、ビクター エンタテインメントの3社だった。
- 2002年12月、「レコード会社直営」の名称でau（KDDI／沖縄セルラー電話連合）向けに着うたの配信を開始。
- 2004年11月、「レコード会社直営フル」の名称でau（KDDI／沖縄セルラー電話連合）向けに着うたフルの配信を開始。
- 2008年10月31日、着うた、着うたフルの累計有料ダウンロード数が10億ダウンロードを突破。有料ダウンロード数が10億を超えるのは世界初の記録となった[3][4]。
- 2008年12月25日、「レコード会社直営フルプラス」の名称でau（KDDI／沖縄セルラー電話連合）向け専用に着うたフルプラスの配信を開始。
- 2009年1月15日、CD・DVD通販サイト「レコチョク shopping」を開設。
- 2009年2月1日、社名を「株式会社レコチョク」に変更[5]。
- 2010年4月1日、スマートフォン「Android」向けに音楽配信サービス「レコチョクアプリ」がスタート。
- 2011年6月、KDDIと協業によるauのスマートフォン向け新音楽配信サービス「LISMO unlimited powered by レコチョク」を提供開始。
- 2011年11月18日、ドコモのandroid搭載スマートフォン向けに「dマーケット MUSICストア powered by レコチョク」を提供開始。
- 2012年4月25日、KDDIと沖縄セルラーのandroid搭載スマートフォン向けに「LISMO Store powered by レコチョク」を提供開始。
- 2012年7月2日、iPhoneおよびAndroid搭載スマートフォン向けに、Webブラウザ経由での音楽配信サービスを開始。
- 2012年7月、NTTドコモとの協業によるラジオ型ストリーミングサービス「dマーケット MUSICストア セレクション powered by レコチョク」開始。
- 2012年11月12日、全曲DRMフリー、320Kbpsによる配信をAndroid搭載スマートフォンやiPhone（iOS）だけでなく、PC（Windows/Mac対応）向けにも提供開始[6]。
- 2012年12月3日、ニンテンドー3DS/3DS LL向けに音楽配信サービス「レコチョクアプリ ニンテンドー3DS」を提供開始。
- 2013年1月30日、「dマーケット MUSICストア powered by レコチョク」、「dマーケット MUSICストア セレクション powered by レコチョク」の名称が「dミュージック powered by レコチョク」、「dヒッツ powered by レコチョク」にそれぞれ変更される。
- 2013年3月1日、NTTぷららとの協業による定額制ストリーミングサービス「ひかりTVミュージック」提供開始。
- 2013年3月4日、J-POP を中心とした定額制聞き放題サービス「レコチョクBest」の提供開始。
- 2013年4月22日、NTTドコモとの協業による定額制音楽配信サービス「dミュージック 月額コース」開始。
- 2013年5月31日、6月1日よりKDDIがスマートフォン、タブレット向け聴き放題音楽配信サービス「KKBOX」を提供開始することになり、「LISMO unlimited powered by レコチョク」の提供を終了。
- 2013年7月、「レコチョクプリペイドカード」提供開始。
- 2015年2月、タワーレコード、NTTドコモと提携展開し、新人アーティスト発掘を狙うプロジェクト、｢Eggs プロジェクト｣を展開[7]。
- 2015年7月、USENと提携し、店舗向けBGMサービス｢OTORAKU｣を提供開始。
- 2015年10月29日、NTTぷららとの協業による定額制音楽配信サービス「ひかりTVミュージック」でダウンロードサービス開始。
- 2016年3月、CD/DVD/Blu-rayの付加価値サービス「プレイパス」提供開始。
- 2016年8月、共創・体験型音楽プラットフォーム「WIZY」提供開始。
- 2016年8月3日、「LISMO Store powered by レコチョク」の名称が「Music Store powered by レコチョク」に変更される。
- 2016年8月25日、ハイレゾ音源のダウンロード配信サービスを開始。
- 2016年12月13日、コミュニケーション・スローガンとして『音楽は、夢を見る。』を制定。
- 2016年12月15日、携帯電話向け音楽配信サービス「着うた」「着うたフル」の各種サービスの終了[8]。
- 2017年8月22日、「レコチョク Best」の新プラン 「レコチョク Best ライトプラン」提供開始。
- 2018年10月12日、Nintendo Switch向けに音楽配信サービス「レコチョクアプリ Nintendo Switch」を提供開始。
- 2019年3月5日、「レコチョクBest」が「RecMusic」へリニューアル。ミュージックビデオ見放題の機能を追加。
- 2020年7月21日、映像で音楽を語るプレイリストサービス「RecTV」開始。
- 2020年9月16日、「dミュージック 月額コース」に約5,000万曲聴き放題、ミュージックビデオ見放題機能を追加。
- 2021年9月30日、「RecMusic」、「dミュージック 月額コース」の提供を終了。
- 2021年10月1日、タワーレコードとレコチョクのコラボによる新音楽サブスクサービス「TOWER RECORDS MUSIC powered by レコチョク」提供開始。「RecMusic」、「dミュージック 月額コース」を引き継いだ。
- 2022年7月1日、NTTぷららがNTTドコモと合併。「ひかりTVミュージック」のサービス提供事業者がNTTぷららからNTTドコモに変更される。
- 2023年8月31日、「ひかりTVミュージック」の提供を終了[9]。
- 2023年9月28日、NexToneと資本業務提携。

## 参加会社
出典：
- エイベックス・デジタル
- エクシング
- NTTドコモ
- キングレコード
- KDDI
- コロムビア・マーケティング
- ソニー・ミュージックエンタテインメント
- タワーレコード
- トイズファクトリー
- 日本音楽著作権協会
- 任天堂
- NexTone
- ビクターエンタテインメント
- ポニーキャニオン
- USEN
- ユニバーサルミュージック

ほか

## レコチョク年間ランキング
フル配信（着うたフル、スマートフォン）自社サイトにおける、年間ダウンロード件数上位楽曲を発表している。集計期間は毎年、前年の12月1日から～当年11月30日まで。歴代の年間1位は以下の通り。
- 2009年度　GReeeeN「遥か」[11]　※この年は、レコチョクアワード最優秀賞として、非フル配信の着うた表彰も行っており、JUJU with JAY'ED「明日がくるなら」が併せて表彰された[12]。
- 2010年度　西野カナ「会いたくて 会いたくて」[13]
- 2011年度　ソナーポケット「好きだよ。～100回の後悔」[14]
- 2012年度　安室奈美恵「Love Story」[15]
- 2013年度　ゴールデンボンバー「女々しくて」[16]
- 2014年度　松たか子「レット・イット・ゴー～ありのままで」[17]
- 2015年度　三代目 J Soul Brothers from EXILE TRIBE「R.Y.U.S.E.I.」[18]
- 2016年度　浦島太郎(桐谷健太)「海の声」[19]
- 2017年度　星野源「恋」[20]
- 2018年度　米津玄師「Lemon」[21]
- 2019年度　米津玄師「Lemon」[22]
- 2020年度　LiSA「紅蓮華」[23]
- 2021年度　優里「ドライフラワー」[24]
- 2022年度　Aimer「残響散歌」[25]
- 2023年度　YOASOBI「アイドル」[26]
- 2024年度　Creepy Nuts「Bling-Bang-Bang-Born」[27]

## レコチョク新人杯
2008年から不定期で、新人歌手を対象とした音楽賞を開催している。毎回20組程度が参加し、期間中にエントリー曲の着うたが一番ダウンロードされた歌手がグランプリ（優勝）となる。第2回までは「レコ直♪新人杯」という名称であった。歴代のグランプリ受賞者は以下の通り（かぎカッコ内はエントリー曲）。
- 第1回（2008年2月 - 3月） - 清水翔太 「HOME」
- 第2回（2008年11月） - 辻詩音 「Candy kicks」
- 第3回（2009年5月） - 菅原紗由理 「キミに贈る歌」
- 第4回（2009年11月） - COMA-CHI 「TIME 2 PARTY feat. AK-69」

## レコチョクオーディション
2010年と2011年に行われた。当時のレコチョクが運営していたガラケー向け音楽配信サービスである「着うた」のフォーマットを借りて選考が行われたことが特徴である。
第1回では、「大手レコードメーカーからのCDデビュー」が約束され、実質的に当時のレコチョクの出資者であるソニー・ミュージックエンタテインメントによる新人発掘の場として機能した。書類・面接による選考を経て、1万人以上の応募者から5名のセミファイナリストが選ばれ、当時のレコチョクが運営していた着うたサイト「レコチョク」で、1800万人のレコチョク利用者からの人気投票による3次審査を経て3名のファイナリストが決定した。最終審査として、「着うた」のダウンロード数でグランプリが決定される「ダウンロードレース」が行われ、最もダウンロード数が多かった『天国のドア』を歌った光井芙美香がグランプリを受賞。2010年にソニー・ミュージックエンタテインメントからメジャーデビューした。最終審査で惜しくも敗れた人の歌った「pray」という曲も、後にソニーからメジャーリリースされている。ソニーグループの出資するアニメとのタイアップで、むしろソニーとしては、最終審査で惜しくも敗れた人の方が売れた。セミファイナルの5人までに残った渕上里奈も後にメジャーデビューしている。
第2回では、エイベックスからデビューする男性ユニットのメンバーを募集するという趣旨で募集された。5000人を超える応募者の中からグランプリメンバーとして男性6名が選ばれ、「Vimclip」としてメジャーデビューした。
- 第1回（2010年8月） - 光井芙美香 「天国のドア」
- 第2回（2011年9月） - Vimclip

## 関連番組
- レコ☆Hits!
- せまソン♪
- オトタビ